# Poreč Trophy 2019
Il Poreč Trophy 2019, trentacinquesima edizione della corsa, valido come evento dell'UCI Europe Tour 2019 categoria 1.2, si è svolto il 9 marzo 2019 su un percorso totale di circa 147 km, con partenza da Parenzo ed arrivo a Torre-Abrega, in Croazia. La vittoria è stata appannaggio dello svizzero Fabian Lienhard, che ha completato il percorso in 3h18'55" alla media di 44,34 km/h precedendo l'austriaco Patrick Gamper e il tedesco Florian Stork.
Alla partenza erano presenti 169 ciclisti, dei quali a tagliare il traguardo furono 157.

## Squadre partecipanti
| N.    | Cod. | Squadra                       |
| ----- | ---- | ----------------------------- |
| 1-6   | MKT  | Meridiana-Kamen Team          |
| 7-12  | BRD  | Bardiani CSF                  |
| 13-18 | ADR  | Adria Mobil                   |
| 19-23 | BIC  | Biesse-Carrera                |
| 25-29 | CDT  | CCC Development Team          |
| 31-36 | CTN  | SportLand Niederösterreich    |
| 37-42 | DSU  | Development Team Sunweb       |
| 43-48 | ELA  | Elkov-Author                  |
| 49-54 | GTV  | Giotti Victoria-Palomar       |
| 55-60 | HAC  | Hrinkow Advarics Cycling Team |
| 61-66 | HRN  | Heizomat Rad-Net.de           |
| 67-72 | HRR  | Hermann Radteam               |
| 73-78 | KMT  | Kometa Cycling Team           |
| 79-84 | LJU  | Ljubljana Gusto Xaurum        |
| 85-90 | MPB  | Maloja Pushbikers             |

| N.      | Cod. | Squadra                      |
| ------- | ---- | ---------------------------- |
| 91-96   | PUS  | P&S Metalltechnik            |
| 97-102  | RSW  | Team Felbermayr-Simplon Wels |
| 103-108 | TCO  | Team Coop                    |
| 109-114 | TIR  | Tirol KTM Cycling Team       |
| 115-120 | WAO  | Team Waoo                    |
| 121-126 | SVK  | Selezione slovacca           |
| 127-132 | SUI  | Selezione svizzera           |
| 133-138 |      | KK Kranj                     |
| 139-144 |      | Meblo Jogi Pro-Concrete      |
| 145-150 |      | KK Bled                      |
| 151-156 |      | CK Pribram-Fany Gastro       |
| 157-162 |      | TJ Favorit Brno              |
| 163-168 |      | WSA KTM Graz                 |
| 169-174 |      | Veloclub Ratisbona           |

## Ordine d'arrivo (Top 10)
| Pos. | Corridore            | Squadra         | Tempo     |
| ---- | -------------------- | --------------- | --------- |
| 1    | Fabian Lienhard      | Selez. svizzera | 3h18'55"" |
| 2    | Patrick Gamper       | Tirol KTM       | s.t.      |
| 3    | Florian Stork        | Dev. Sunweb     | s.t.      |
| 4    | Christopher Hatz     | Hermann         | s.t.      |
| 5    | Marco Maronese       | Bardiani CSF    | a 55"     |
| 6    | Rok Korosec          | Ljubljana       | s.t.      |
| 7    | Stefano Oldani       | Kometa          | s.t.      |
| 8    | Riccardo Stacchiotti | Giotti          | s.t.      |
| 9    | Gasper Katrasnik     | Adria Mobil     | s.t.      |
| 10   | Andi Bajc            | Felbermayr      | s.t.      |